# Матюшкинская волость

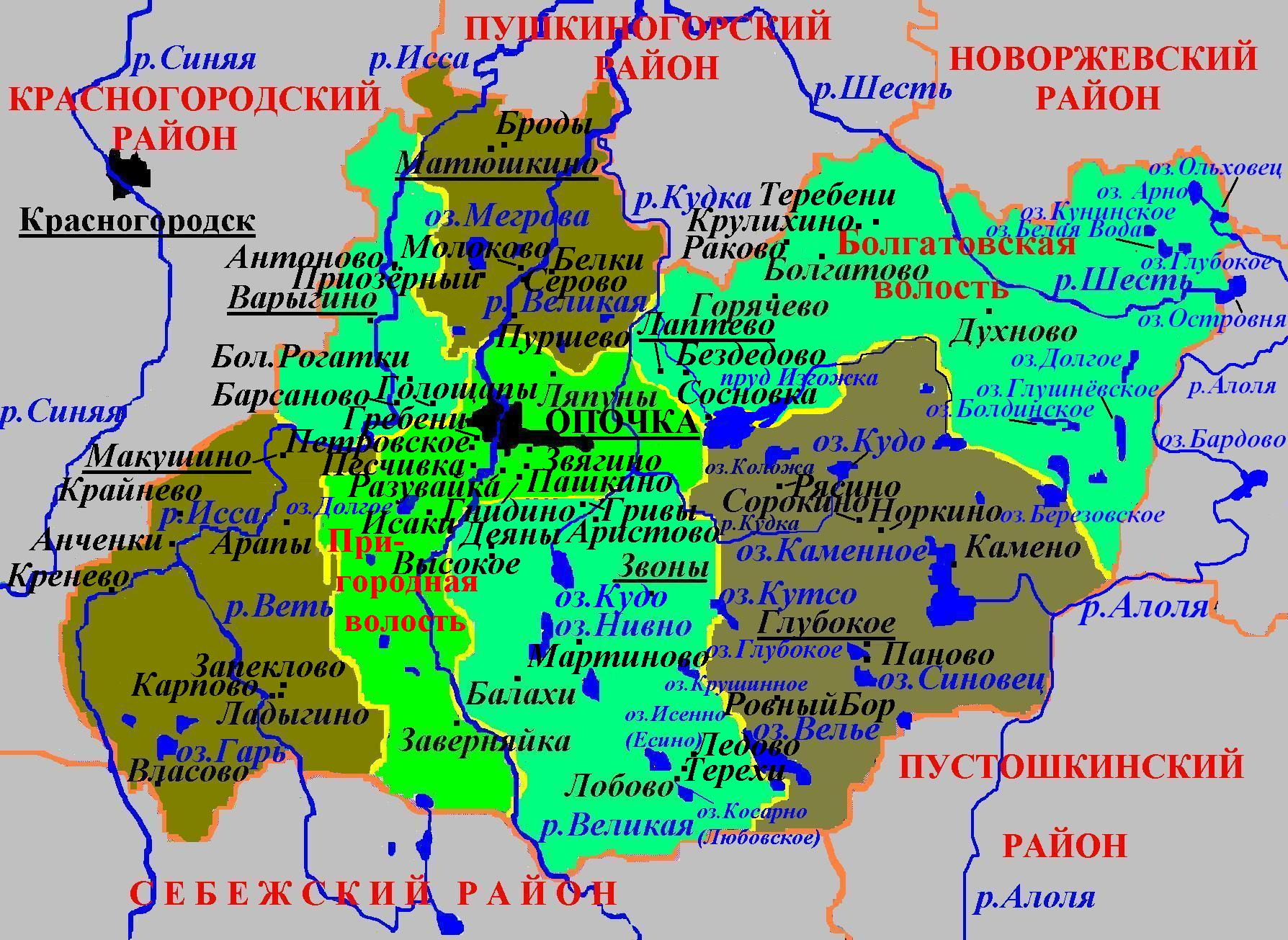
Административное деление Опочецкого района в 2010—2015 гг.

Матюшкинская волость — упразднённые административно-территориальная единица 3-го уровня и муниципальное образование со статусом сельского поселения в Опочецком районе Псковской области России.
Административный центр — деревня Матюшкино.

## География
Территория волости граничила на западе с Варыгинской, на юге — с Пригородной, на юго-востоке — с Болгатовской волостями Опочецкого района, на северо-западе — с Красногородским районом, на севере и северо-востоке — с Пушкиногорским районом Псковской области.
На территории волости расположены озёра: Мегрово (1,6 кв.км), Брюшковское (0,7 кв.км) и др.

## Население
| 2002 | 2010 | 2012 | 2013 | 2014 | 2015 |
| ---- | ---- | ---- | ---- | ---- | ---- |
| 953  | ↘760 | ↘726 | ↘707 | ↘693 | ↘684 |

## Населённые пункты
В состав Матюшкинской волости входило 48 населённых пунктов, в том числе: 47 деревень — Лущилы, Князи, Тарасенки, Попки, Козырево, Тригузово, Рябинино, Визги, Шишкино, Карузы, Лукина Гора, Зенки, Есипово, Карташи, Голубы, Клюкино, Салпа, Ильмова Гора, Седуниха, Шлепиха, Болотово, Тряпы, Матюшкино, Броды, Попцово, Старино, Сидорово, Тиханово, Зуево, Литвиново, Дед-Кабак, Коровкино, Балаши, Захново, Глазаново, Порядино, Кадниково, Сырохново, Полукозырево, Шибаново, Молоково, Барабаны, Белки, Горки, Серово, Пуршево, Алтово — 1 посёлок — Приозёрный.

## История
Постановлением Псковского областного Собрания депутатов от 26 января 1995 года все сельсоветы в Псковской области были переименованы в волости, в том числе Матюшкинский сельсовет был превращён в Матюшкинскую волость.
Законом Псковской области от 28 февраля 2005 года в границах волости было создано муниципальное образование Матюшкинская волость со статусом сельского поселения с 1 января 2006 года в составе муниципального образования Опочецкий район со статусом муниципального района.
Законом Псковской области от 30 марта 2015 года Матюшкинская волость была упразднена, а её территория 11 апреля 2015 года включена в состав Варыгинской волости.